# Christiane Omichessan
 (octobre 2024).
Christiane Marie-Jeanne Omichessan née Tabélé est une femme politique béninoise. Elle est ministre dans le gouvernement de l'ancien président béninois Boni Yayi.

## Biographie

### Carrière
Christiane Omichessan entre au gouvernement de Boni Yayi en la qualité de ministre des travaux publics et des transports,,,. En plus de cela, elle est présidente diocésaine de l'Organisation des femmes catholiques du Bénin pour le compte du diocèse de Cotonou et trésorière générale du bureau national de cette organisation.